# Juan del Campo Godoy
Juan del Campo Godoy (* Osorno, 1591-† Chuquisaca, ?), fue un magistrado y catedrático criollo que ocupó importantes cargos en el Virreinato del Perú. Rector de la Universidad de San Marcos y oidor indiano.

## Biografía
Sus padres fueron el riojano Francisco del Campo y Gómez Ahumada, encomendero de Sicasica, y la dama osornina Isabel Rosa de Godoy, encomendera de Las Lomas y Copallén. Hizo sus estudios en el Colegio Mayor de San Felipe y San Marcos y los prosiguió en la Universidad de San Marcos, donde obtuvo los grados de Doctor en Leyes y Cánones. 
Luego de recibirse de abogado ante la Real Audiencia de Lima, se incorporó a la docencia ocupando las cátedras de Vísperas de Leyes e Instituta (1620), Prima de Sagrados Cánones (1632) y Vísperas de Sagrados Cánones (1636). Ocupó a la vez el cargo de protector de indios durante 25 años con tanta dedicación que fue nombrado asesor de los virreyes Marqués de Guadalcázar (1622), Conde de Chinchón (1629) y Marqués de Mancera (1639).
Elegido rector de la Universidad (1630), le tocó organizar la participación del claustro en las fiestas por el nacimiento del príncipe Baltasar Carlos de Austria. Posteriormente fue nombrado oidor de las reales audiencias de Quito (1646) y Charcas (1651), falleciendo en el ejercicio de sus funciones.

## Matrimonio y descendencia
Contrajo matrimonio en Lima con María de Larrinaga Salazar y Cervera, hija del varias veces rector sanmarquino Leandro de Larrinaga Salazar, con la cual tuvo a:
- Nicolás Matías del Campo Larrinaga, también oidor de la Real Audiencia de Charcas.
- Juan Bautista del Campo S. J., rector del Colegio Máximo de San Pablo de Lima.
- Ignacio del Campo O. P., catedrático sanmarquino.

| Predecesor: Pedro de Ortega Sotomayor | Rector de la Universidad de San Marcos 1630-1631 | Sucesor: Jaime de Alloza y Menacho |